# Синичино (Харьковская область)
Синичино (укр. Синичине) — село в Изюмской городской общине Изюмского района Харьковской области Украины.
Код КОАТУУ — 6322884002. Население по переписи 2001 года составляет 102 (53/49 м/ж) человека.

## Географическое положение
Село Синичино находится на правом берегу реки Северский Донец, в месте впадению в неё реки Оскол (левый приток), выше по течению на расстоянии в 5 км расположено село Каменка, ниже по течению на расстоянии в 4,5 км расположено село Яремовка, на расстоянии в 3 км расположены сёла Сухая Каменка и Тихоцкое. На противоположном берегу реки на расстоянии в 3 км проходит железная дорога, ближайшая станция — Букино. К селу примыкают небольшие лесные массивы (сосна, дуб).

## Название
Предположительно название произошло от первопоселенца — казака Синицы. К птицам синицам название отношения не имеет.
25 июня 2009 года название села Синичино (укр. Синичине) было уточнено и теперь пишется как Синичено (укр. Синичено).
Но в 2025 году название исправили, обратно на Синичино.

## История
Возле села Синичино археологом И. А. Снежко найдена стоянка первобытных людей эпохи палеолита.
До 7 июня 2019 года село входило в состав Каменского сельского совета Изюмского района.

## Экономика
- Рядом с селом активно развивающаяся база отдыха «Донецкий Юрт».

## Объекты социальной сферы
- Магазины

## Достопримечательности
- Братская могила советских воинов.